# Bad Dürrnberg
Bad Dürrnberg är en ort i Österrike. Den ligger i kommunen Hallein i förbundslandet Salzburg.